# Млет
Млет, устар. Мелида (хорв. Mljet, итал. Meleda, лат. Melita), — остров в южной части Хорватии, возле далматинского побережья. Первые упоминания острова Млет содержатся в периплах древнегреческих мореплавателей, чей путь в колонии на островах Корчула, Вис и Хвар лежал через Млетский пролив. Остров Млет много раз переходил из рук в руки. Римляне использовали этот остров как место ссылки, а затем он непродолжительное время находился во владении боснийских монархов, которые продали его Дубровнику в 1333 году. В 1345—1808 годах остров принадлежал Дубровницкой республике.

## География

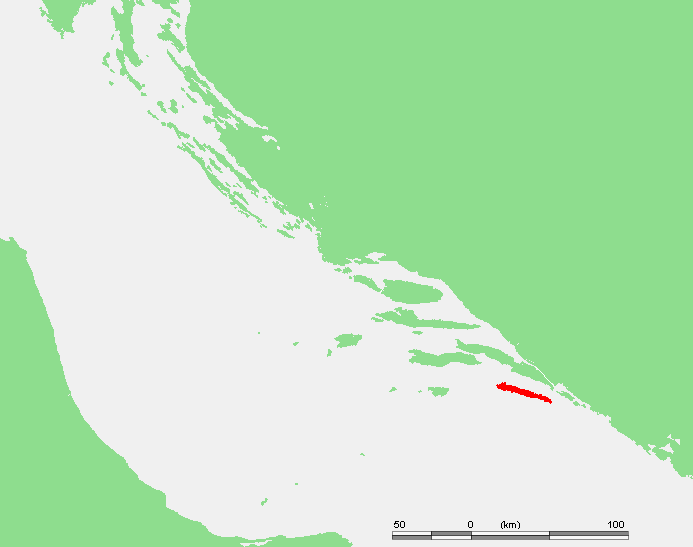
Карта острова Млет

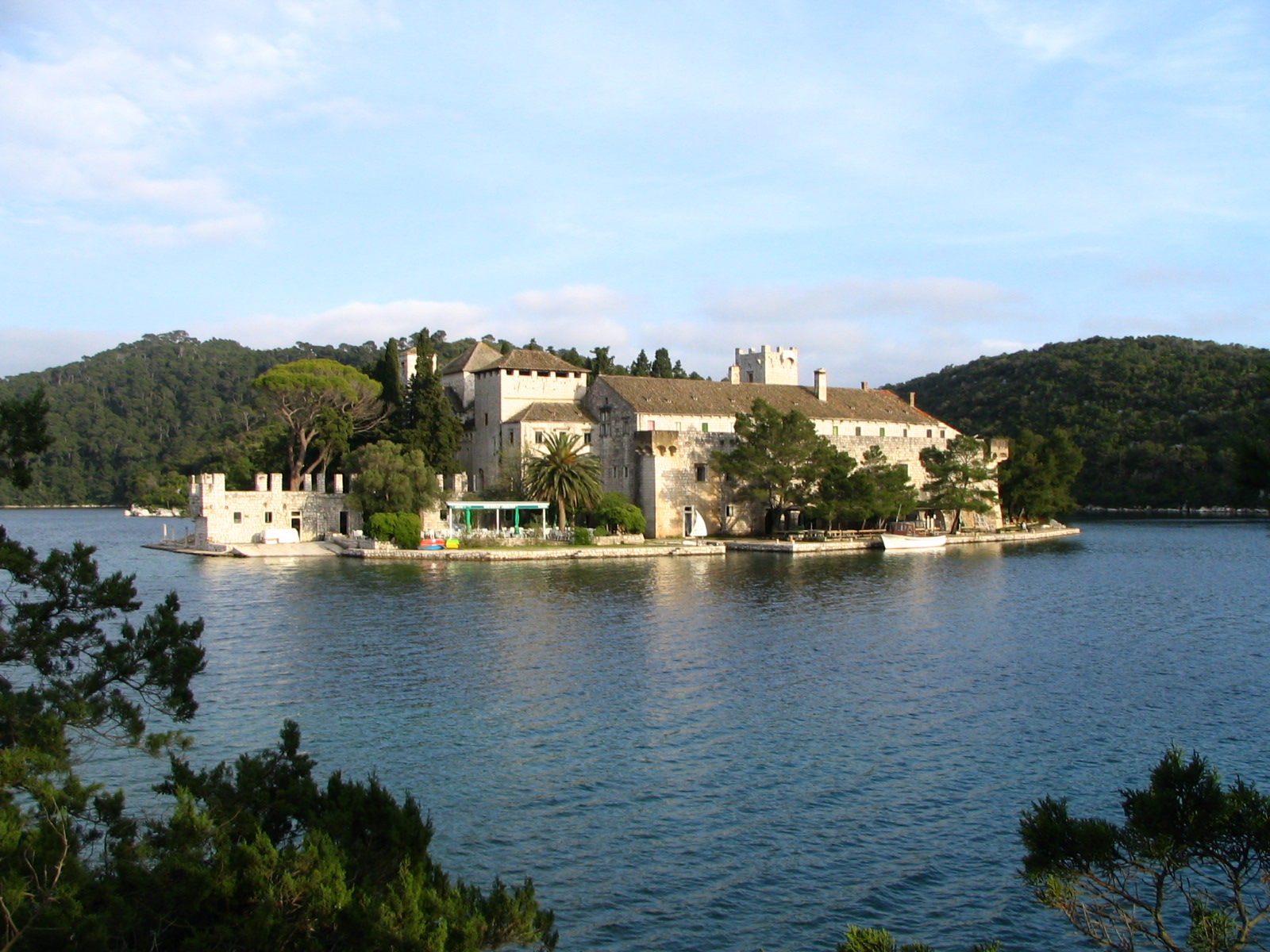
Монастырь на острове Св. Марии

Площадь острова — 100,41 км². Длина острова — 37 км, ширина — 3 км. Длина береговой линии — 131,3 км. Остров Млет — самый южный и самый восточный из больших островов Адриатики. Он также самый лесистый среди хорватских островов (72 % площади покрыто лесом).
Население острова — 1111 человек (2001), 99 % составляют хорваты. Больших городов на острове нет, корабли и яхты причаливают в местечках Полаче (Polače), Помена (Pomena) и Собра (Sobra). В западной части острова расположен Национальный парк. Восточная часть острова известна своими живописными бухтами с великолепными пляжами. По периметру острова проложена дорога, облегчающая его осмотр. Остров лежит к югу от полуострова Пельешац, от которого отделён Млетским каналом. На остров ходят из Дубровника и Трстено регулярные и туристические рейсы.

## Национальный парк

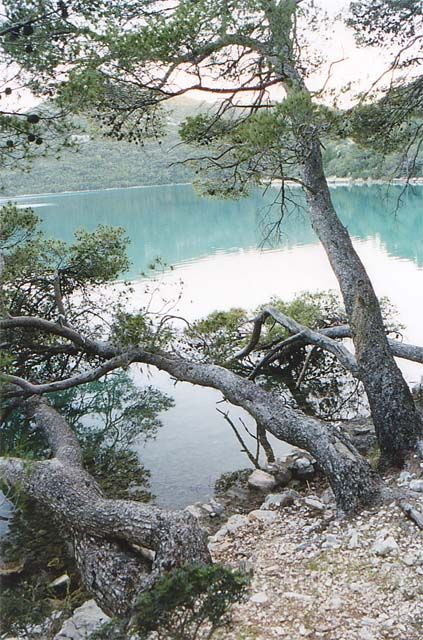
Национальный парк Млет

Всю западную часть острова занимает старейший хорватский Национальный парк «Млет», основанный 12 ноября 1960 года. Главной достопримечательностью заповедника являются два озера с солёной водой — Большое (Veliko, площадь — 45 га, глубина — 46 м) и Малое (Malo, площадь — 24 га, глубина — 29 м). На Большом озере находится остров Св. Марии, или, как его называют, остров на острове. На острове св. Марии находится одноимённый старинный бенедиктинский монастырь XII века.
Растительный и животный мир острова уникален; правда, на протяжении веков ему довелось испытать два экологических бедствия. Первое было связано с каналом, которым монахи в XII веке соединили Большое озеро с морем, что привело к засолению изначально пресного озера. Второе вызвали мангусты, которых в средневековье завезли на остров для борьбы с многочисленными змеями, и которые сильно сократили поголовье не только змей, но и диких птиц, поедая их яйца. Впрочем, сейчас экосистема острова восстановила баланс, а дикие мангусты составляют одну из достопримечательностей парка.